# Smaltjärnen (Lekvattnets socken, Värmland)
Smaltjärnen är en sjö i Torsby kommun i Värmland och ingår i Göta älvs huvudavrinningsområde. Sjön är 7,1 meter djup, har en yta på 0,042 kvadratkilometer och befinner sig 396 meter över havet.